# 千代信人
千代 信人（せんだい のぶひと、1964年6月30日 - ）は、日本の右派・保守系の政治運動家である。北海道出身。札幌第一高等学校卒業。健康食品販売会社ハートリー・オン・テラピー株式会社社長。維新政党・新風北海道本部代表経験者だが既に離党している。

## 政治活動
- 参議院議員通常選挙（1998年、2001年、2004年、2007年[1]）に北海道選挙区から、維新政党・新風の候補として立候補したが、いずれも落選した。
- 2004年の参院選では、自主憲法制定、教育基本法改正、自衛隊強化、年金一元化を主張していた。
- 2009年11月、日本政策金融公庫に関する融資詐欺容疑で逮捕される[2]が、12月に不起訴にて釈放される。